# Papilio gambrisius
Espèce
Papilio gambrisius est une espèce de lépidoptères (papillons) de la famille des Papilionidae. L'espèce est endémique des Moluques en Indonésie.

## Description

### Mâle
À l'avers les ailes sont noires. Les ailes antérieures portent deux à quatre petites macules blanches subapicales, ainsi que de petites macules blanches marginales. Les ailes postérieures n'ont pas de queues. Elles portent des macules blanches marginales ainsi qu'une large bande transversale blanche, qui s'étend le long de la marge supérieure de l'aile. En-dessous de cette bande se trouve des macules grisâtres aux contours flous, plus ou moins étendues. 

Au revers les ailes sont marron foncé. Les ailes antérieures portent les mêmes macules qu'au revers et l'apex est saupoudré d'écailles blanchâtres. Les ailes postérieures n'ont pas de bandes transversales. Elles portent une série de macules bleuâtres submarginales surmontées de quelques macules blanches, une macule rouge orangée dans l'angle tornal, une autre macule orange en-dessous de l'angle tornal et de petites macules blanches marginales.

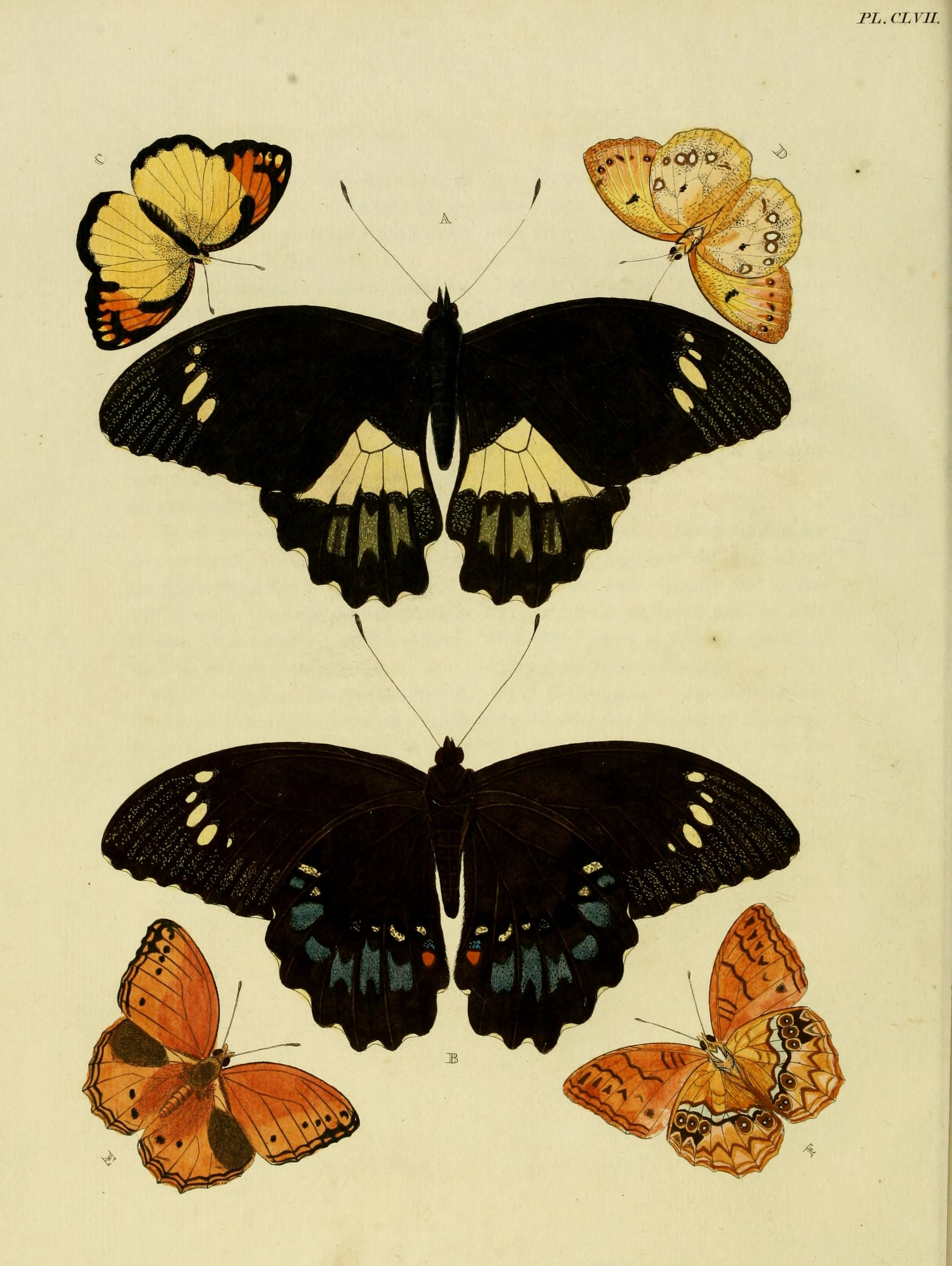
Papilio gambrisius mâle (avers en haut et revers en bas).
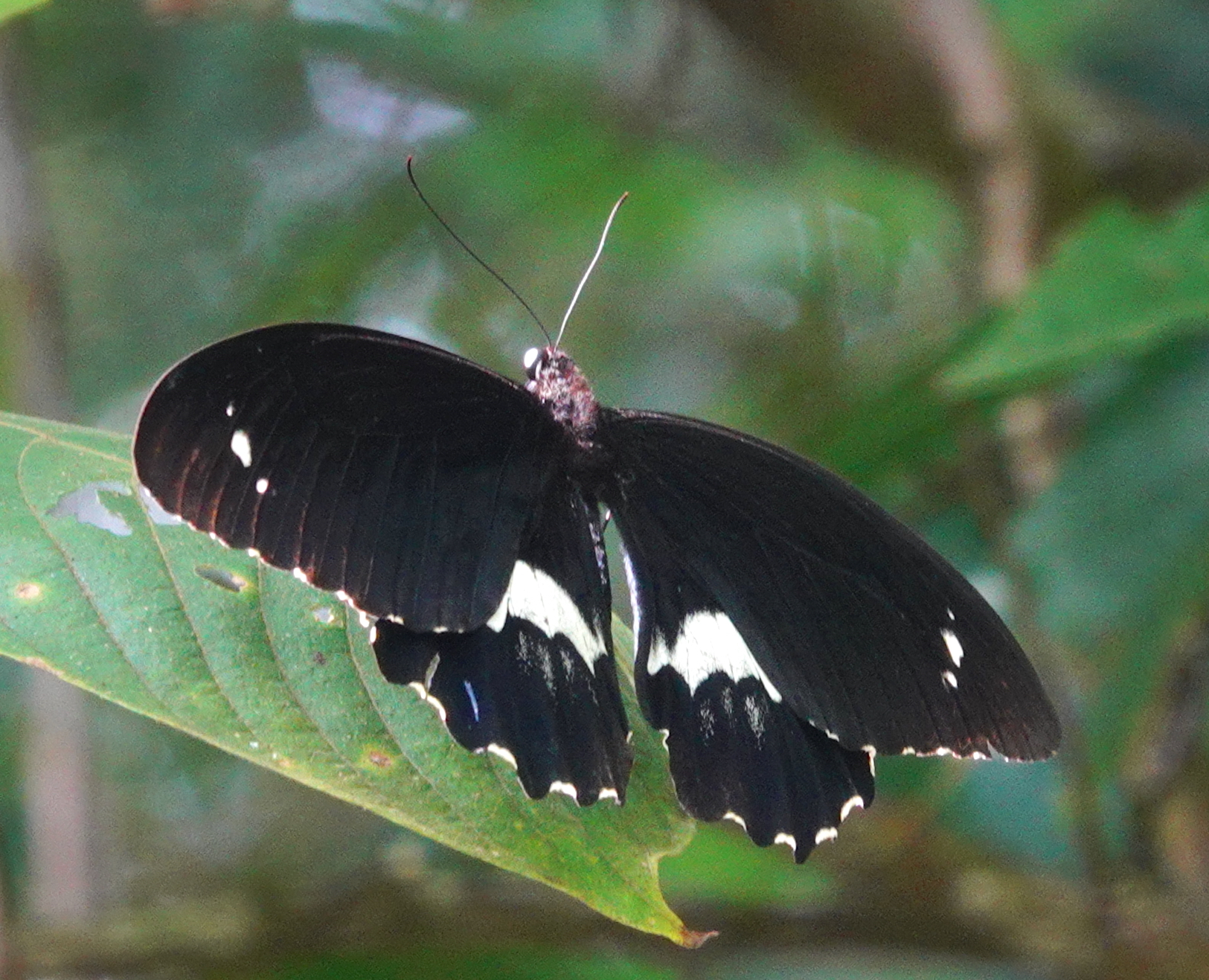
Papilio gambrisius mâle au repos.

### Femelle
L'envergure peut atteindre 16,5 cm. Au revers les ailes sont marron foncé. Les ailes antérieures ont des macules blanches marginales et une macule blanchâtre dans la cellule. Les espaces interveineux de la partie marginale et submarginale de l'aile sont également blanchâtres. Les ailes postérieures portent une bande médiane assez mince blanchâtre et tirant sur l'ocre, surmontant de macules bleuâtres. Elles portent en outre une macule orangée dans l'angle tornal, quelques petites macules orangée submarginales et des macules blanches marginales.

Le revers est similaire à l'avers mais la bande médiane des ailes postérieures est un peu plus large et les macules colorées plus grandes et un peu plus nombreuses.

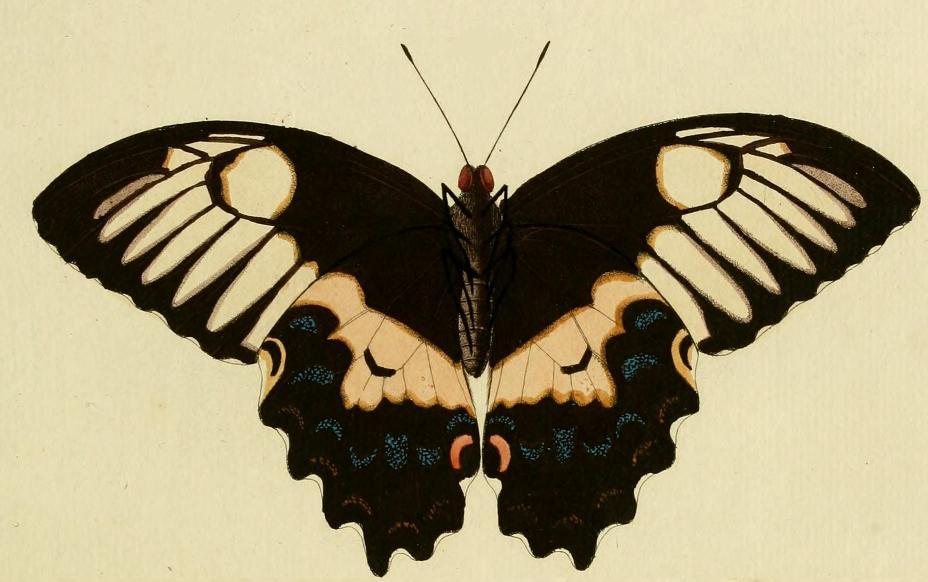
Papilio gambrisius femelle
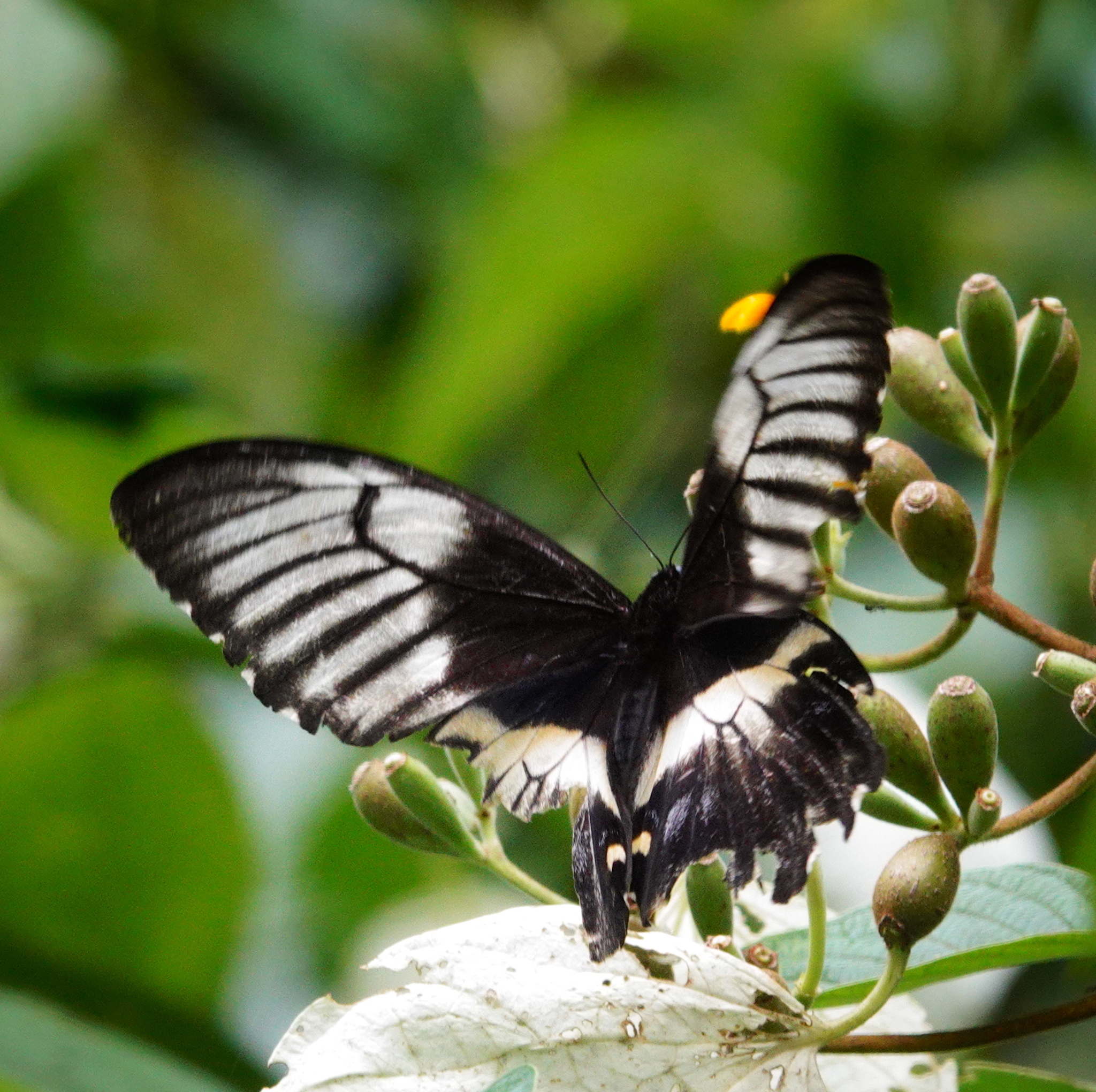
Femelle dans la nature
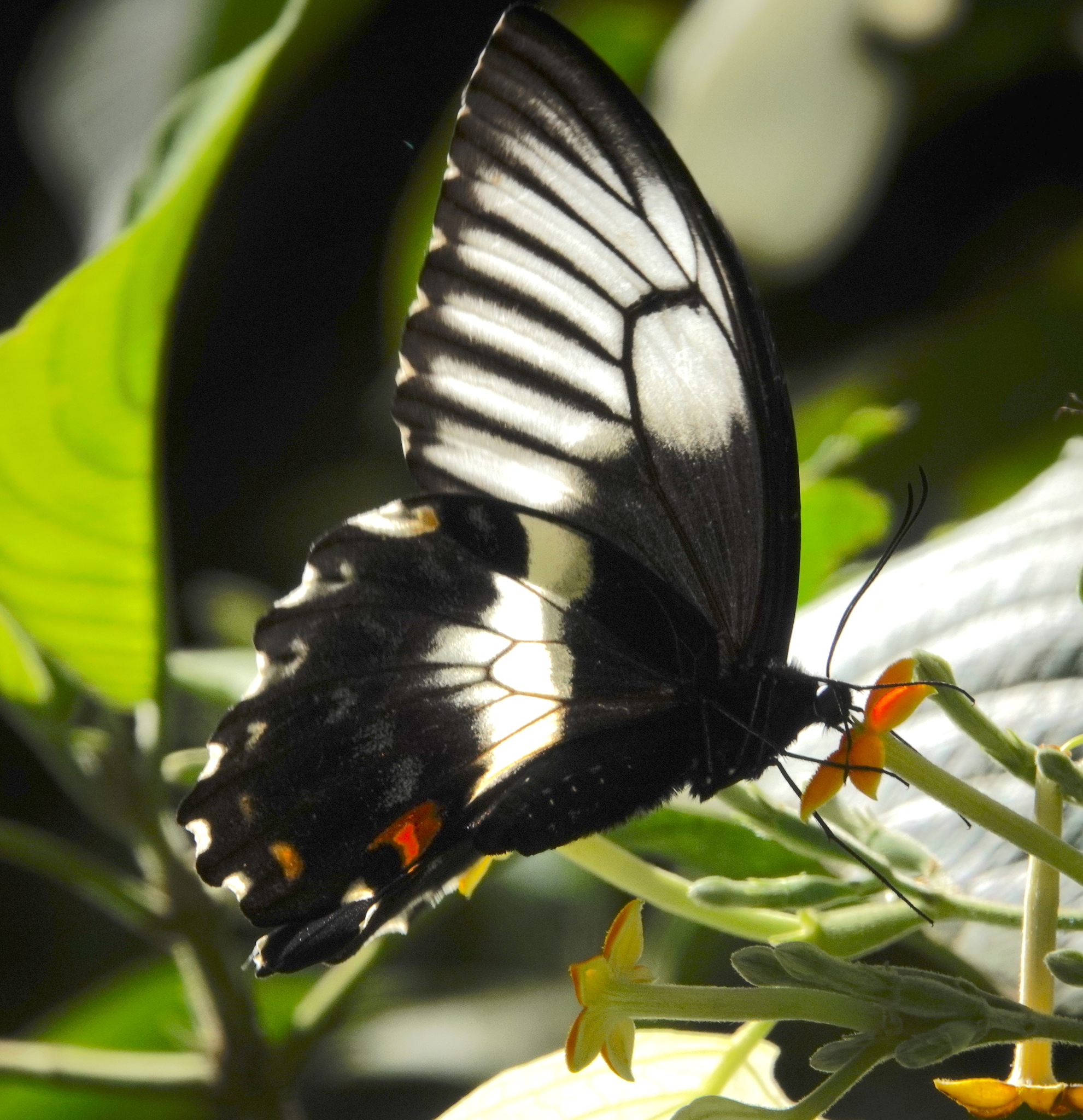
Femelle, ailes repliées

## Écologie
L'écologie de cette espèce est mal connue. Les chenilles se nourrissent probablement de plantes de la famille des rutacées, comme les chenilles des espèces proches. Les adultes se nourrissent du nectar des fleurs. Ils volent rapidement dans les sous-bois et boivent sur les berges des ruisseaux et dans des flaques (mud-puddling).

## Habitat et répartition
Papilio gambrisius est présent en Indonésie, sur les îles de Céram, Ambon, Buru et Waigeo. L'espèce vit dans les forêts avec des sous-bois épais.

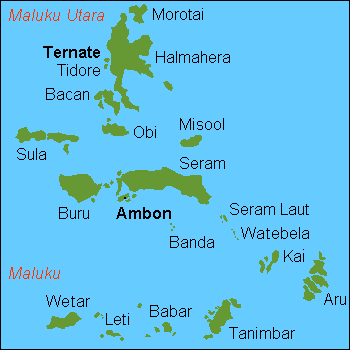
Carte des Moluques
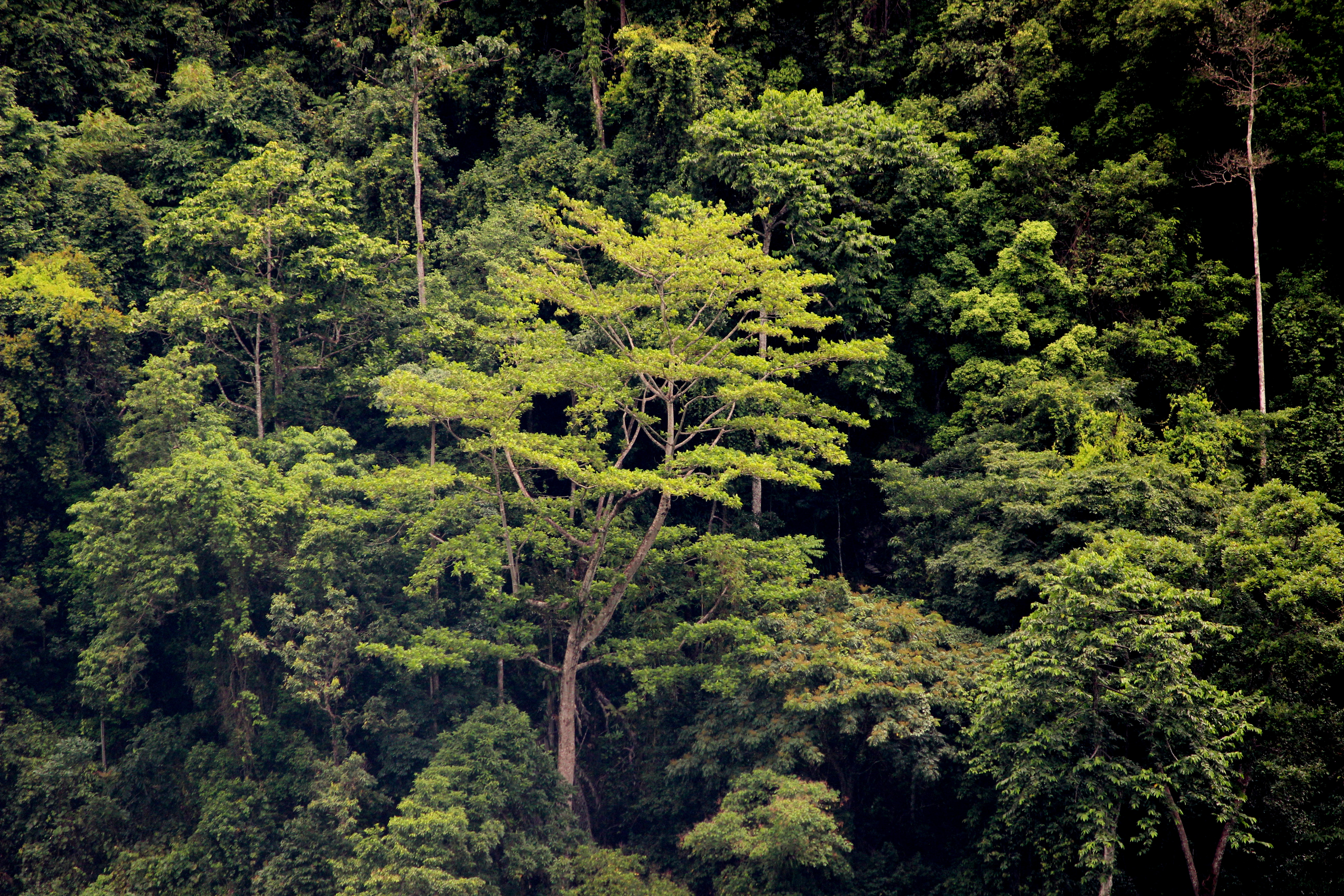
Forêt de l'île de Céram

## Systématique
L'espèce Papilio gambrisius a été décrite pour la première fois en 1777 par Pieter Cramer dans De uitlandsche kapellen.

### Sous-espèces[4]
- Papilio gambrisius gambrisius : Serang, Ambon.
- Papilio gambrisius colossus Fruhstorfer, 1899 : Céram
- Papilio gambrisius buruanus Rothschild, 1897 : Buru
- Papilio gambrisius arachosius Fruhstorfer, 1916 : Waigeo.

## Papilio gambrisiuset l'Homme

### Menaces et conservation
Cette espèce n'est pas évaluée par l'UICN et sa situation est inconnue. En 1985 il n'existait pas assez d'information pour déterminer son statut.